# Gottfried Xaver von Laimbeckhoven
Gottfried Xaver von Laimbeckhoven SI (chiń. 南懷仁; ur. 9 stycznia 1707 w Wiedniu, zm. 22 maja 1787 w Tangjiaxiangu) – austriacki duchowny rzymskokatolicki, jezuita, biskup nankiński.

## Biografia

### Młodość i prezbiteriat
Pochodził z rodziny szlacheckiej. Syn urzędnika państwowego Johanna Ferdinand i Elisabeth. 27 stycznia 1722 wstąpił do Towarzystwa Jezusowego. We wrześniu 1735 otrzymał święcenia prezbiteriatu i został kapłanem swojego zakonu. Ukończył również matematykę, dzięki czemu miał uzyskać posadę na dworze cesarskim w Pekinie.
W kwietniu 1736 wypłynął z Europy, docierając do Makau w sierpniu 1738. Tam otrzymano informację, że tylko jeden matematyk z prowincji austriackiej jezuitów może liczyć na pracę na dworze cesarskim. Von Laimbeckhoven ustąpił tego miejsca towarzyszącemu mu o. Augustinowi Hallerowi von Hallersteinowi SI, jako starszemu i bardziej wykwalifikowanemu, samemu wybierając pracę misyjną. Pracował głównie wśród biednych rolników i rybaków w prowincjach Hunan i Hubei. Wówczas z powodu papieskiego zakazu włączania do kultu chrześcijańskiego chińskich obrządków, katolicyzm był tolerowany jedynie w Pekinie. Dlatego von Laimbeckhoven prowadził działalność misyjną potajemnie, głównie nocą, w dzień ukrywając się, aby nie zostać rozpoznany jako Europejczyk. Był na tyle dyskretny, że przez 46 lat pracy w Chinach nie dotknęły go żadne z powtarzających się krwawych prześladowań chrześcijan w państwie. Zmagał się także z niechęcią narodowościową ze strony dominujących liczebnie wśród jezuickich misjonarzy Portugalczyków.

### Episkopat
7 lutego 1752 wybrany został biskupem nankińskim, co 15 maja 1752 zatwierdził papież Benedykt XIV. 20 lipca 1755 przyjął sakrę biskupią z rąk biskupa Makau Bartolomeu Manoela Mendesa dos Reisa. W 1757 został ponadto administratorem apostolskim diecezji pekińskiej. Brak danych do kiedy pełnił tę funkcję (kolejny biskup pekiński został mianowany w 1778).
Jako biskup w dalszym ciągu prowadził potajemną działalność misjonarską, wówczas w okolicach Nankinu. Dotknęły go antyjezuickie nastroje w Europie. W 1761 premier Portugalii (sprawującej patronat nad misjami w Chinach) Sebastião José de Carvalho e Melo zawiesił jego pensję. W 1775 otrzymał polecenie ogłoszenia i przeprowadzenia kasaty swojego zakonu. W trakcie sporów wśród misjonarzy w Chinach został przejściowo zastąpiony przed administratora.
Biskupem nankińskim był do śmierci 22 maja 1787. Pod koniec jego życia diecezja nankińska liczyła ok. 30 000 wiernych.
Biskup von Laimbeckhoven pozostawił po sobie listy, wydane drukiem w Europie. Opisywał w nich swoją podróż do Chin i początki pracy w Azji. W listach napisanych pod koniec życia do byłych jezuitów w Portugalii, skarżył się na złe traktowanie przez administrację portugalską oraz krytykował spory misjonarzy, które doprowadziły do prześladowań w latach 1784-1785 i upadku misji w Chinach.